# Posició de Philidor

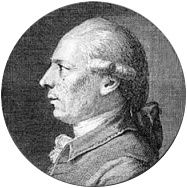
Philidor (1726–95)

El concepte de posició de Philidor es refereix normalment a una rellevant posició relativa als finals d'escacs, i que il·lustra la tècnica per assolir taules quan el defensor té rei i torre contra rei, torre, i peó. És citada de vegades com a defensa de la tercera fila, a causa de la importància primordial de mantenir la torre a la tercera fila, tallant el pas al rei rival. Fou analitzada per François-André Danican Philidor el 1777. (Vegeu també final de torre i peó contra torre.) Molts finals de torre i peó contra torre arriben o bé a la posició de Philidor o bé a la posició de Lucena si són jugats acuradament (el bàndol defensor és qui preferiria arribar a la posició de Philidor, mentre que el bàndol superior preferiria assolir la guanyadora posició de Lucena). Jesús de la Villa ha escrit que "[la posició de Philidor] és potser la posició més important de tota la teoria de finals" (de la Villa 2008:125).
Philidor va analitzar moltes posicions, algunes de les quals han quedat associades amb el seu nom (vegeu les seccions a continuació).
|  |

## Posició de Philidor, torre i peó contra torre
|   | a                                                                                     | b                                                                                     | c                                                                                     | d                                                                                     | e                                                                                     | f                                                                                     | g                                                                                     | h                                                                                     |   |
| 8 | e4 negres peó · f4 negres rei · a3 blanques torre · h2 negres torre · e1 blanques rei | e4 negres peó · f4 negres rei · a3 blanques torre · h2 negres torre · e1 blanques rei | e4 negres peó · f4 negres rei · a3 blanques torre · h2 negres torre · e1 blanques rei | e4 negres peó · f4 negres rei · a3 blanques torre · h2 negres torre · e1 blanques rei | e4 negres peó · f4 negres rei · a3 blanques torre · h2 negres torre · e1 blanques rei | e4 negres peó · f4 negres rei · a3 blanques torre · h2 negres torre · e1 blanques rei | e4 negres peó · f4 negres rei · a3 blanques torre · h2 negres torre · e1 blanques rei | e4 negres peó · f4 negres rei · a3 blanques torre · h2 negres torre · e1 blanques rei | 8 |
| 7 | e4 negres peó · f4 negres rei · a3 blanques torre · h2 negres torre · e1 blanques rei | e4 negres peó · f4 negres rei · a3 blanques torre · h2 negres torre · e1 blanques rei | e4 negres peó · f4 negres rei · a3 blanques torre · h2 negres torre · e1 blanques rei | e4 negres peó · f4 negres rei · a3 blanques torre · h2 negres torre · e1 blanques rei | e4 negres peó · f4 negres rei · a3 blanques torre · h2 negres torre · e1 blanques rei | e4 negres peó · f4 negres rei · a3 blanques torre · h2 negres torre · e1 blanques rei | e4 negres peó · f4 negres rei · a3 blanques torre · h2 negres torre · e1 blanques rei | e4 negres peó · f4 negres rei · a3 blanques torre · h2 negres torre · e1 blanques rei | 7 |
| 6 | e4 negres peó · f4 negres rei · a3 blanques torre · h2 negres torre · e1 blanques rei | e4 negres peó · f4 negres rei · a3 blanques torre · h2 negres torre · e1 blanques rei | e4 negres peó · f4 negres rei · a3 blanques torre · h2 negres torre · e1 blanques rei | e4 negres peó · f4 negres rei · a3 blanques torre · h2 negres torre · e1 blanques rei | e4 negres peó · f4 negres rei · a3 blanques torre · h2 negres torre · e1 blanques rei | e4 negres peó · f4 negres rei · a3 blanques torre · h2 negres torre · e1 blanques rei | e4 negres peó · f4 negres rei · a3 blanques torre · h2 negres torre · e1 blanques rei | e4 negres peó · f4 negres rei · a3 blanques torre · h2 negres torre · e1 blanques rei | 6 |
| 5 | e4 negres peó · f4 negres rei · a3 blanques torre · h2 negres torre · e1 blanques rei | e4 negres peó · f4 negres rei · a3 blanques torre · h2 negres torre · e1 blanques rei | e4 negres peó · f4 negres rei · a3 blanques torre · h2 negres torre · e1 blanques rei | e4 negres peó · f4 negres rei · a3 blanques torre · h2 negres torre · e1 blanques rei | e4 negres peó · f4 negres rei · a3 blanques torre · h2 negres torre · e1 blanques rei | e4 negres peó · f4 negres rei · a3 blanques torre · h2 negres torre · e1 blanques rei | e4 negres peó · f4 negres rei · a3 blanques torre · h2 negres torre · e1 blanques rei | e4 negres peó · f4 negres rei · a3 blanques torre · h2 negres torre · e1 blanques rei | 5 |
| 4 | e4 negres peó · f4 negres rei · a3 blanques torre · h2 negres torre · e1 blanques rei | e4 negres peó · f4 negres rei · a3 blanques torre · h2 negres torre · e1 blanques rei | e4 negres peó · f4 negres rei · a3 blanques torre · h2 negres torre · e1 blanques rei | e4 negres peó · f4 negres rei · a3 blanques torre · h2 negres torre · e1 blanques rei | e4 negres peó · f4 negres rei · a3 blanques torre · h2 negres torre · e1 blanques rei | e4 negres peó · f4 negres rei · a3 blanques torre · h2 negres torre · e1 blanques rei | e4 negres peó · f4 negres rei · a3 blanques torre · h2 negres torre · e1 blanques rei | e4 negres peó · f4 negres rei · a3 blanques torre · h2 negres torre · e1 blanques rei | 4 |
| 3 | e4 negres peó · f4 negres rei · a3 blanques torre · h2 negres torre · e1 blanques rei | e4 negres peó · f4 negres rei · a3 blanques torre · h2 negres torre · e1 blanques rei | e4 negres peó · f4 negres rei · a3 blanques torre · h2 negres torre · e1 blanques rei | e4 negres peó · f4 negres rei · a3 blanques torre · h2 negres torre · e1 blanques rei | e4 negres peó · f4 negres rei · a3 blanques torre · h2 negres torre · e1 blanques rei | e4 negres peó · f4 negres rei · a3 blanques torre · h2 negres torre · e1 blanques rei | e4 negres peó · f4 negres rei · a3 blanques torre · h2 negres torre · e1 blanques rei | e4 negres peó · f4 negres rei · a3 blanques torre · h2 negres torre · e1 blanques rei | 3 |
| 2 | e4 negres peó · f4 negres rei · a3 blanques torre · h2 negres torre · e1 blanques rei | e4 negres peó · f4 negres rei · a3 blanques torre · h2 negres torre · e1 blanques rei | e4 negres peó · f4 negres rei · a3 blanques torre · h2 negres torre · e1 blanques rei | e4 negres peó · f4 negres rei · a3 blanques torre · h2 negres torre · e1 blanques rei | e4 negres peó · f4 negres rei · a3 blanques torre · h2 negres torre · e1 blanques rei | e4 negres peó · f4 negres rei · a3 blanques torre · h2 negres torre · e1 blanques rei | e4 negres peó · f4 negres rei · a3 blanques torre · h2 negres torre · e1 blanques rei | e4 negres peó · f4 negres rei · a3 blanques torre · h2 negres torre · e1 blanques rei | 2 |
| 1 | e4 negres peó · f4 negres rei · a3 blanques torre · h2 negres torre · e1 blanques rei | e4 negres peó · f4 negres rei · a3 blanques torre · h2 negres torre · e1 blanques rei | e4 negres peó · f4 negres rei · a3 blanques torre · h2 negres torre · e1 blanques rei | e4 negres peó · f4 negres rei · a3 blanques torre · h2 negres torre · e1 blanques rei | e4 negres peó · f4 negres rei · a3 blanques torre · h2 negres torre · e1 blanques rei | e4 negres peó · f4 negres rei · a3 blanques torre · h2 negres torre · e1 blanques rei | e4 negres peó · f4 negres rei · a3 blanques torre · h2 negres torre · e1 blanques rei | e4 negres peó · f4 negres rei · a3 blanques torre · h2 negres torre · e1 blanques rei | 1 |
|   | a                                                                                     | b                                                                                     | c                                                                                     | d                                                                                     | e                                                                                     | f                                                                                     | g                                                                                     | h                                                                                     |   |

El diagrama mostra un exemple de la posició de Philidor. Les característiques importants de la posició són (des del punt de vista del bàndol defensor):
- El rei defensor (les blanques, en aquest diagrama), és a la casella de coronació del peó (o en una casella adjacent). El peó pot ser a qualsevol columna.
- El peó rival encara no ha assolit la tercera fila del bàndol defensor (la seva pròpia sisena fila)
- El rei rival no ha traspassat la tercera fila del bàndol defensor.
- La torre defensora és a la tercera fila, mantenint el rei rival fora de la fila.

Les negres voldrien arribar amb el seu rei a la casella e3 i amenaçar escac i mat per forçar el rei blanc a marxar de la casella de coronació del peó, e1. La torre blanca a la tercera fila ho impedeix. Si les negres fan escacs laterals amb la torre, les blanques simplement mantenen el rei davant el peó, alternant les caselles e1 i e2. Si les negres ofereixen un canvi de torres, les blanques l'acceptarien, ja que el final resultant de rei i peó contra rei, són taules (vegeu final de rei i peó contra rei).
Per tant, l'única possibilitat de les negres és avançar el peó. La idea bàsica pel defensor és la de mantenir la torre a la seva tercera fila fins que el peó hi arribi, i a partir d'aquell moment, fer xecs al rei rival pel darrere. Aquí hi ha una possible continuació:
1. ... Tb2
2. Tc3 Ta2
3. Tb3 e3
Les negres volen fer Rf3, i si les blanques no ho eviten, llavors fer mat amb la torre, o avançar el peó (una defensa passiva no funciona)
4. Tb8!
Ara que el rei negre no es pot moure a e3, el més segur és moure la torre lluny, a l'altra punta de l'escaquer (és a dir, a la setena o vuitena fila del defensor). Cal remarcar que 4.Tb4+ (??) perdria immediatament a causa de 4...Rf3 quan les negres o bé fan mat o bé forcen el canvi de torres seguit de Rf2 i la promoció del peó.
4. ... Rf3
5. Tf8+ Re4
6. Te8+
El rei negre no es pot amagar dels xecs sense perdre el peó; tampoc pot aproximar-se a la torre:
6. ... Rf4
7. Tf8+ Re5
8. Te8+
La torre defensora ha de ser a la seva setena o vuitena fila per tal que aquesta defensa rutlli.
Per resumir la defensa: el bàndol defensor hauria de mantenir el seu rei davant del peó i també mantenir la torre a la tercera fila, fins que el peó hi arribi; a continuació, la torre marxarà a l'altra punta del tauler (la setena o vuitena fila), i farà xecs des del darrere. Si l'atacant tria de dur el seu rei a la seva sisena fila, tot movent-hi la torre primer per parar els xecs, el defensor simplement canvia torres i té un final de rei i peó contra rei que són taules.
|   | a                                                                                       | b                                                                                       | c                                                                                       | d                                                                                       | e                                                                                       | f                                                                                       | g                                                                                       | h                                                                                       |   |
| 8 | e8 negres rei · a7 blanques torre · d5 blanques rei · e5 blanques peó · f4 negres torre | e8 negres rei · a7 blanques torre · d5 blanques rei · e5 blanques peó · f4 negres torre | e8 negres rei · a7 blanques torre · d5 blanques rei · e5 blanques peó · f4 negres torre | e8 negres rei · a7 blanques torre · d5 blanques rei · e5 blanques peó · f4 negres torre | e8 negres rei · a7 blanques torre · d5 blanques rei · e5 blanques peó · f4 negres torre | e8 negres rei · a7 blanques torre · d5 blanques rei · e5 blanques peó · f4 negres torre | e8 negres rei · a7 blanques torre · d5 blanques rei · e5 blanques peó · f4 negres torre | e8 negres rei · a7 blanques torre · d5 blanques rei · e5 blanques peó · f4 negres torre | 8 |
| 7 | e8 negres rei · a7 blanques torre · d5 blanques rei · e5 blanques peó · f4 negres torre | e8 negres rei · a7 blanques torre · d5 blanques rei · e5 blanques peó · f4 negres torre | e8 negres rei · a7 blanques torre · d5 blanques rei · e5 blanques peó · f4 negres torre | e8 negres rei · a7 blanques torre · d5 blanques rei · e5 blanques peó · f4 negres torre | e8 negres rei · a7 blanques torre · d5 blanques rei · e5 blanques peó · f4 negres torre | e8 negres rei · a7 blanques torre · d5 blanques rei · e5 blanques peó · f4 negres torre | e8 negres rei · a7 blanques torre · d5 blanques rei · e5 blanques peó · f4 negres torre | e8 negres rei · a7 blanques torre · d5 blanques rei · e5 blanques peó · f4 negres torre | 7 |
| 6 | e8 negres rei · a7 blanques torre · d5 blanques rei · e5 blanques peó · f4 negres torre | e8 negres rei · a7 blanques torre · d5 blanques rei · e5 blanques peó · f4 negres torre | e8 negres rei · a7 blanques torre · d5 blanques rei · e5 blanques peó · f4 negres torre | e8 negres rei · a7 blanques torre · d5 blanques rei · e5 blanques peó · f4 negres torre | e8 negres rei · a7 blanques torre · d5 blanques rei · e5 blanques peó · f4 negres torre | e8 negres rei · a7 blanques torre · d5 blanques rei · e5 blanques peó · f4 negres torre | e8 negres rei · a7 blanques torre · d5 blanques rei · e5 blanques peó · f4 negres torre | e8 negres rei · a7 blanques torre · d5 blanques rei · e5 blanques peó · f4 negres torre | 6 |
| 5 | e8 negres rei · a7 blanques torre · d5 blanques rei · e5 blanques peó · f4 negres torre | e8 negres rei · a7 blanques torre · d5 blanques rei · e5 blanques peó · f4 negres torre | e8 negres rei · a7 blanques torre · d5 blanques rei · e5 blanques peó · f4 negres torre | e8 negres rei · a7 blanques torre · d5 blanques rei · e5 blanques peó · f4 negres torre | e8 negres rei · a7 blanques torre · d5 blanques rei · e5 blanques peó · f4 negres torre | e8 negres rei · a7 blanques torre · d5 blanques rei · e5 blanques peó · f4 negres torre | e8 negres rei · a7 blanques torre · d5 blanques rei · e5 blanques peó · f4 negres torre | e8 negres rei · a7 blanques torre · d5 blanques rei · e5 blanques peó · f4 negres torre | 5 |
| 4 | e8 negres rei · a7 blanques torre · d5 blanques rei · e5 blanques peó · f4 negres torre | e8 negres rei · a7 blanques torre · d5 blanques rei · e5 blanques peó · f4 negres torre | e8 negres rei · a7 blanques torre · d5 blanques rei · e5 blanques peó · f4 negres torre | e8 negres rei · a7 blanques torre · d5 blanques rei · e5 blanques peó · f4 negres torre | e8 negres rei · a7 blanques torre · d5 blanques rei · e5 blanques peó · f4 negres torre | e8 negres rei · a7 blanques torre · d5 blanques rei · e5 blanques peó · f4 negres torre | e8 negres rei · a7 blanques torre · d5 blanques rei · e5 blanques peó · f4 negres torre | e8 negres rei · a7 blanques torre · d5 blanques rei · e5 blanques peó · f4 negres torre | 4 |
| 3 | e8 negres rei · a7 blanques torre · d5 blanques rei · e5 blanques peó · f4 negres torre | e8 negres rei · a7 blanques torre · d5 blanques rei · e5 blanques peó · f4 negres torre | e8 negres rei · a7 blanques torre · d5 blanques rei · e5 blanques peó · f4 negres torre | e8 negres rei · a7 blanques torre · d5 blanques rei · e5 blanques peó · f4 negres torre | e8 negres rei · a7 blanques torre · d5 blanques rei · e5 blanques peó · f4 negres torre | e8 negres rei · a7 blanques torre · d5 blanques rei · e5 blanques peó · f4 negres torre | e8 negres rei · a7 blanques torre · d5 blanques rei · e5 blanques peó · f4 negres torre | e8 negres rei · a7 blanques torre · d5 blanques rei · e5 blanques peó · f4 negres torre | 3 |
| 2 | e8 negres rei · a7 blanques torre · d5 blanques rei · e5 blanques peó · f4 negres torre | e8 negres rei · a7 blanques torre · d5 blanques rei · e5 blanques peó · f4 negres torre | e8 negres rei · a7 blanques torre · d5 blanques rei · e5 blanques peó · f4 negres torre | e8 negres rei · a7 blanques torre · d5 blanques rei · e5 blanques peó · f4 negres torre | e8 negres rei · a7 blanques torre · d5 blanques rei · e5 blanques peó · f4 negres torre | e8 negres rei · a7 blanques torre · d5 blanques rei · e5 blanques peó · f4 negres torre | e8 negres rei · a7 blanques torre · d5 blanques rei · e5 blanques peó · f4 negres torre | e8 negres rei · a7 blanques torre · d5 blanques rei · e5 blanques peó · f4 negres torre | 2 |
| 1 | e8 negres rei · a7 blanques torre · d5 blanques rei · e5 blanques peó · f4 negres torre | e8 negres rei · a7 blanques torre · d5 blanques rei · e5 blanques peó · f4 negres torre | e8 negres rei · a7 blanques torre · d5 blanques rei · e5 blanques peó · f4 negres torre | e8 negres rei · a7 blanques torre · d5 blanques rei · e5 blanques peó · f4 negres torre | e8 negres rei · a7 blanques torre · d5 blanques rei · e5 blanques peó · f4 negres torre | e8 negres rei · a7 blanques torre · d5 blanques rei · e5 blanques peó · f4 negres torre | e8 negres rei · a7 blanques torre · d5 blanques rei · e5 blanques peó · f4 negres torre | e8 negres rei · a7 blanques torre · d5 blanques rei · e5 blanques peó · f4 negres torre | 1 |
|   | a                                                                                       | b                                                                                       | c                                                                                       | d                                                                                       | e                                                                                       | f                                                                                       | g                                                                                       | h                                                                                       |   |

Philidor va estudiar també posicions que condueixen al tipus de posició de més amunt. En aquesta posició, si és el torn de les negres, fan
1. ... Tb4
i llavors la seva torre pot assolir la tercera fila, i la posició serà bàsicament la mateixa que la del diagrama anterior, amb els colors canviats. Si és el torn de les blanques, guanyen amb un joc acurat, amb
1. Re6 Rf8 (s'amenaça 2. Ta8#, moure el rei a la "banda curta" del peó és relativament millor que no pas a l'altra banda)
2. Ta8+ Rg7
3. Rd6 Td4+
4. Re7 Tb4
5. e6
etc., i guanyen (Nunn 1999:281–82). Cal notar que les negres assolirien les taules després de 1. Rd6? Te4!, per exemple 2. Re6 Rf8 3. Ta8+ Rg7 4. Rd6 Rf7 i les blanques no poden progressar.
|   | a                                                                                       | b                                                                                       | c                                                                                       | d                                                                                       | e                                                                                       | f                                                                                       | g                                                                                       | h                                                                                       |   |
| 8 | e7 negres rei · b6 blanques torre · e4 blanques peó · f4 blanques rei · a1 negres torre | e7 negres rei · b6 blanques torre · e4 blanques peó · f4 blanques rei · a1 negres torre | e7 negres rei · b6 blanques torre · e4 blanques peó · f4 blanques rei · a1 negres torre | e7 negres rei · b6 blanques torre · e4 blanques peó · f4 blanques rei · a1 negres torre | e7 negres rei · b6 blanques torre · e4 blanques peó · f4 blanques rei · a1 negres torre | e7 negres rei · b6 blanques torre · e4 blanques peó · f4 blanques rei · a1 negres torre | e7 negres rei · b6 blanques torre · e4 blanques peó · f4 blanques rei · a1 negres torre | e7 negres rei · b6 blanques torre · e4 blanques peó · f4 blanques rei · a1 negres torre | 8 |
| 7 | e7 negres rei · b6 blanques torre · e4 blanques peó · f4 blanques rei · a1 negres torre | e7 negres rei · b6 blanques torre · e4 blanques peó · f4 blanques rei · a1 negres torre | e7 negres rei · b6 blanques torre · e4 blanques peó · f4 blanques rei · a1 negres torre | e7 negres rei · b6 blanques torre · e4 blanques peó · f4 blanques rei · a1 negres torre | e7 negres rei · b6 blanques torre · e4 blanques peó · f4 blanques rei · a1 negres torre | e7 negres rei · b6 blanques torre · e4 blanques peó · f4 blanques rei · a1 negres torre | e7 negres rei · b6 blanques torre · e4 blanques peó · f4 blanques rei · a1 negres torre | e7 negres rei · b6 blanques torre · e4 blanques peó · f4 blanques rei · a1 negres torre | 7 |
| 6 | e7 negres rei · b6 blanques torre · e4 blanques peó · f4 blanques rei · a1 negres torre | e7 negres rei · b6 blanques torre · e4 blanques peó · f4 blanques rei · a1 negres torre | e7 negres rei · b6 blanques torre · e4 blanques peó · f4 blanques rei · a1 negres torre | e7 negres rei · b6 blanques torre · e4 blanques peó · f4 blanques rei · a1 negres torre | e7 negres rei · b6 blanques torre · e4 blanques peó · f4 blanques rei · a1 negres torre | e7 negres rei · b6 blanques torre · e4 blanques peó · f4 blanques rei · a1 negres torre | e7 negres rei · b6 blanques torre · e4 blanques peó · f4 blanques rei · a1 negres torre | e7 negres rei · b6 blanques torre · e4 blanques peó · f4 blanques rei · a1 negres torre | 6 |
| 5 | e7 negres rei · b6 blanques torre · e4 blanques peó · f4 blanques rei · a1 negres torre | e7 negres rei · b6 blanques torre · e4 blanques peó · f4 blanques rei · a1 negres torre | e7 negres rei · b6 blanques torre · e4 blanques peó · f4 blanques rei · a1 negres torre | e7 negres rei · b6 blanques torre · e4 blanques peó · f4 blanques rei · a1 negres torre | e7 negres rei · b6 blanques torre · e4 blanques peó · f4 blanques rei · a1 negres torre | e7 negres rei · b6 blanques torre · e4 blanques peó · f4 blanques rei · a1 negres torre | e7 negres rei · b6 blanques torre · e4 blanques peó · f4 blanques rei · a1 negres torre | e7 negres rei · b6 blanques torre · e4 blanques peó · f4 blanques rei · a1 negres torre | 5 |
| 4 | e7 negres rei · b6 blanques torre · e4 blanques peó · f4 blanques rei · a1 negres torre | e7 negres rei · b6 blanques torre · e4 blanques peó · f4 blanques rei · a1 negres torre | e7 negres rei · b6 blanques torre · e4 blanques peó · f4 blanques rei · a1 negres torre | e7 negres rei · b6 blanques torre · e4 blanques peó · f4 blanques rei · a1 negres torre | e7 negres rei · b6 blanques torre · e4 blanques peó · f4 blanques rei · a1 negres torre | e7 negres rei · b6 blanques torre · e4 blanques peó · f4 blanques rei · a1 negres torre | e7 negres rei · b6 blanques torre · e4 blanques peó · f4 blanques rei · a1 negres torre | e7 negres rei · b6 blanques torre · e4 blanques peó · f4 blanques rei · a1 negres torre | 4 |
| 3 | e7 negres rei · b6 blanques torre · e4 blanques peó · f4 blanques rei · a1 negres torre | e7 negres rei · b6 blanques torre · e4 blanques peó · f4 blanques rei · a1 negres torre | e7 negres rei · b6 blanques torre · e4 blanques peó · f4 blanques rei · a1 negres torre | e7 negres rei · b6 blanques torre · e4 blanques peó · f4 blanques rei · a1 negres torre | e7 negres rei · b6 blanques torre · e4 blanques peó · f4 blanques rei · a1 negres torre | e7 negres rei · b6 blanques torre · e4 blanques peó · f4 blanques rei · a1 negres torre | e7 negres rei · b6 blanques torre · e4 blanques peó · f4 blanques rei · a1 negres torre | e7 negres rei · b6 blanques torre · e4 blanques peó · f4 blanques rei · a1 negres torre | 3 |
| 2 | e7 negres rei · b6 blanques torre · e4 blanques peó · f4 blanques rei · a1 negres torre | e7 negres rei · b6 blanques torre · e4 blanques peó · f4 blanques rei · a1 negres torre | e7 negres rei · b6 blanques torre · e4 blanques peó · f4 blanques rei · a1 negres torre | e7 negres rei · b6 blanques torre · e4 blanques peó · f4 blanques rei · a1 negres torre | e7 negres rei · b6 blanques torre · e4 blanques peó · f4 blanques rei · a1 negres torre | e7 negres rei · b6 blanques torre · e4 blanques peó · f4 blanques rei · a1 negres torre | e7 negres rei · b6 blanques torre · e4 blanques peó · f4 blanques rei · a1 negres torre | e7 negres rei · b6 blanques torre · e4 blanques peó · f4 blanques rei · a1 negres torre | 2 |
| 1 | e7 negres rei · b6 blanques torre · e4 blanques peó · f4 blanques rei · a1 negres torre | e7 negres rei · b6 blanques torre · e4 blanques peó · f4 blanques rei · a1 negres torre | e7 negres rei · b6 blanques torre · e4 blanques peó · f4 blanques rei · a1 negres torre | e7 negres rei · b6 blanques torre · e4 blanques peó · f4 blanques rei · a1 negres torre | e7 negres rei · b6 blanques torre · e4 blanques peó · f4 blanques rei · a1 negres torre | e7 negres rei · b6 blanques torre · e4 blanques peó · f4 blanques rei · a1 negres torre | e7 negres rei · b6 blanques torre · e4 blanques peó · f4 blanques rei · a1 negres torre | e7 negres rei · b6 blanques torre · e4 blanques peó · f4 blanques rei · a1 negres torre | 1 |
|   | a                                                                                       | b                                                                                       | c                                                                                       | d                                                                                       | e                                                                                       | f                                                                                       | g                                                                                       | h                                                                                       |   |

La defensa de Philidor també es pot fer servir si el peó és més endarrerit. En aquest cas, el bàndol defensor pot situar la torre a la quarta fila en lloc de la tercera, i el rei defensor hauria de ser com a mínim a la segona fila. Quan el peó arribi a la fila de la torre defensora, la torre mourà a la vuitena fila (assumint que la torre del bàndol fort no sigui en aquesta fila) per fer xecs al rei rival des de darrere (Howell 1997:42), (Rogers 2010:41).
Philidor pensava que l'única manera de fer tauler consistia a mantenir la torre defensora a la seva tercera fila fins que el peó l'assolís, i llavors atacar des de darrere. El 1897 Max A.K.S. Karstedt (1868-1945) va demostrar que això no és estrictament cert, i Johann Berger (1845-1933) va ampliar aquesta tesi. Hi ha altres maneres de fer taules, però de tota manera, les defenses alternatives són més complicades (Rabinovich 2012:362-67).

## Dama contra torre
|   | a                                                                    | b                                                                    | c                                                                    | d                                                                    | e                                                                    | f                                                                    | g                                                                    | h                                                                    |   |
| 8 | b8 negres rei · b7 negres torre · c6 blanques rei · a5 blanques dama | b8 negres rei · b7 negres torre · c6 blanques rei · a5 blanques dama | b8 negres rei · b7 negres torre · c6 blanques rei · a5 blanques dama | b8 negres rei · b7 negres torre · c6 blanques rei · a5 blanques dama | b8 negres rei · b7 negres torre · c6 blanques rei · a5 blanques dama | b8 negres rei · b7 negres torre · c6 blanques rei · a5 blanques dama | b8 negres rei · b7 negres torre · c6 blanques rei · a5 blanques dama | b8 negres rei · b7 negres torre · c6 blanques rei · a5 blanques dama | 8 |
| 7 | b8 negres rei · b7 negres torre · c6 blanques rei · a5 blanques dama | b8 negres rei · b7 negres torre · c6 blanques rei · a5 blanques dama | b8 negres rei · b7 negres torre · c6 blanques rei · a5 blanques dama | b8 negres rei · b7 negres torre · c6 blanques rei · a5 blanques dama | b8 negres rei · b7 negres torre · c6 blanques rei · a5 blanques dama | b8 negres rei · b7 negres torre · c6 blanques rei · a5 blanques dama | b8 negres rei · b7 negres torre · c6 blanques rei · a5 blanques dama | b8 negres rei · b7 negres torre · c6 blanques rei · a5 blanques dama | 7 |
| 6 | b8 negres rei · b7 negres torre · c6 blanques rei · a5 blanques dama | b8 negres rei · b7 negres torre · c6 blanques rei · a5 blanques dama | b8 negres rei · b7 negres torre · c6 blanques rei · a5 blanques dama | b8 negres rei · b7 negres torre · c6 blanques rei · a5 blanques dama | b8 negres rei · b7 negres torre · c6 blanques rei · a5 blanques dama | b8 negres rei · b7 negres torre · c6 blanques rei · a5 blanques dama | b8 negres rei · b7 negres torre · c6 blanques rei · a5 blanques dama | b8 negres rei · b7 negres torre · c6 blanques rei · a5 blanques dama | 6 |
| 5 | b8 negres rei · b7 negres torre · c6 blanques rei · a5 blanques dama | b8 negres rei · b7 negres torre · c6 blanques rei · a5 blanques dama | b8 negres rei · b7 negres torre · c6 blanques rei · a5 blanques dama | b8 negres rei · b7 negres torre · c6 blanques rei · a5 blanques dama | b8 negres rei · b7 negres torre · c6 blanques rei · a5 blanques dama | b8 negres rei · b7 negres torre · c6 blanques rei · a5 blanques dama | b8 negres rei · b7 negres torre · c6 blanques rei · a5 blanques dama | b8 negres rei · b7 negres torre · c6 blanques rei · a5 blanques dama | 5 |
| 4 | b8 negres rei · b7 negres torre · c6 blanques rei · a5 blanques dama | b8 negres rei · b7 negres torre · c6 blanques rei · a5 blanques dama | b8 negres rei · b7 negres torre · c6 blanques rei · a5 blanques dama | b8 negres rei · b7 negres torre · c6 blanques rei · a5 blanques dama | b8 negres rei · b7 negres torre · c6 blanques rei · a5 blanques dama | b8 negres rei · b7 negres torre · c6 blanques rei · a5 blanques dama | b8 negres rei · b7 negres torre · c6 blanques rei · a5 blanques dama | b8 negres rei · b7 negres torre · c6 blanques rei · a5 blanques dama | 4 |
| 3 | b8 negres rei · b7 negres torre · c6 blanques rei · a5 blanques dama | b8 negres rei · b7 negres torre · c6 blanques rei · a5 blanques dama | b8 negres rei · b7 negres torre · c6 blanques rei · a5 blanques dama | b8 negres rei · b7 negres torre · c6 blanques rei · a5 blanques dama | b8 negres rei · b7 negres torre · c6 blanques rei · a5 blanques dama | b8 negres rei · b7 negres torre · c6 blanques rei · a5 blanques dama | b8 negres rei · b7 negres torre · c6 blanques rei · a5 blanques dama | b8 negres rei · b7 negres torre · c6 blanques rei · a5 blanques dama | 3 |
| 2 | b8 negres rei · b7 negres torre · c6 blanques rei · a5 blanques dama | b8 negres rei · b7 negres torre · c6 blanques rei · a5 blanques dama | b8 negres rei · b7 negres torre · c6 blanques rei · a5 blanques dama | b8 negres rei · b7 negres torre · c6 blanques rei · a5 blanques dama | b8 negres rei · b7 negres torre · c6 blanques rei · a5 blanques dama | b8 negres rei · b7 negres torre · c6 blanques rei · a5 blanques dama | b8 negres rei · b7 negres torre · c6 blanques rei · a5 blanques dama | b8 negres rei · b7 negres torre · c6 blanques rei · a5 blanques dama | 2 |
| 1 | b8 negres rei · b7 negres torre · c6 blanques rei · a5 blanques dama | b8 negres rei · b7 negres torre · c6 blanques rei · a5 blanques dama | b8 negres rei · b7 negres torre · c6 blanques rei · a5 blanques dama | b8 negres rei · b7 negres torre · c6 blanques rei · a5 blanques dama | b8 negres rei · b7 negres torre · c6 blanques rei · a5 blanques dama | b8 negres rei · b7 negres torre · c6 blanques rei · a5 blanques dama | b8 negres rei · b7 negres torre · c6 blanques rei · a5 blanques dama | b8 negres rei · b7 negres torre · c6 blanques rei · a5 blanques dama | 1 |
|   | a                                                                    | b                                                                    | c                                                                    | d                                                                    | e                                                                    | f                                                                    | g                                                                    | h                                                                    |   |

Philidor va estudiar moltes posicions de finals. Una altra de les que estudià el 1777 (i que també és anomenada Posició de Philidor) és la de dama contra torre (vegeu el diagrama).
Si en aquesta posició juguen les negres, perden ràpidament la torre a causa d'una forquilla (o reben mat). Per exemple,
1. ... Tb1
2. Dd8+ Ra7
3. Dd4+ Ra8
4. Dh8+ Ra7
5. Dh7+ 
Si en aquesta posició juguen les blanques, voldrien estar a la mateixa posició però essent el torn de les negres. Això ho poden aconseguir amb una triangulació:
1. De5+ Ra8
2. Da1+ Rb8
3. Da5
i s'ha produït la mateixa posició però havent de jugar les negres (que es troben en zugzwang)
(Nunn 2002:50–51), (Müller & Pajeken 2008:178). Nunn indica que amb les peces al centre del tauler la dama hauria de forçar la torre a la posició de Philidor. Nunn descriu les diverses retirades de la torre com a defenses de la "quarta, tercera, segona" files, i llavors la "posició de Philidor". La torre es pot guanyar en menys de cinquanta moviments, evitant la regla dels cinquanta moviments.

## Torre i alfil contra torre
|   | a                                                                                         | b                                                                                         | c                                                                                         | d                                                                                         | e                                                                                         | f                                                                                         | g                                                                                         | h                                                                                         |   |
| 8 | d8 negres rei · f7 blanques torre · d6 blanques rei · d5 blanques alfil · e2 negres torre | d8 negres rei · f7 blanques torre · d6 blanques rei · d5 blanques alfil · e2 negres torre | d8 negres rei · f7 blanques torre · d6 blanques rei · d5 blanques alfil · e2 negres torre | d8 negres rei · f7 blanques torre · d6 blanques rei · d5 blanques alfil · e2 negres torre | d8 negres rei · f7 blanques torre · d6 blanques rei · d5 blanques alfil · e2 negres torre | d8 negres rei · f7 blanques torre · d6 blanques rei · d5 blanques alfil · e2 negres torre | d8 negres rei · f7 blanques torre · d6 blanques rei · d5 blanques alfil · e2 negres torre | d8 negres rei · f7 blanques torre · d6 blanques rei · d5 blanques alfil · e2 negres torre | 8 |
| 7 | d8 negres rei · f7 blanques torre · d6 blanques rei · d5 blanques alfil · e2 negres torre | d8 negres rei · f7 blanques torre · d6 blanques rei · d5 blanques alfil · e2 negres torre | d8 negres rei · f7 blanques torre · d6 blanques rei · d5 blanques alfil · e2 negres torre | d8 negres rei · f7 blanques torre · d6 blanques rei · d5 blanques alfil · e2 negres torre | d8 negres rei · f7 blanques torre · d6 blanques rei · d5 blanques alfil · e2 negres torre | d8 negres rei · f7 blanques torre · d6 blanques rei · d5 blanques alfil · e2 negres torre | d8 negres rei · f7 blanques torre · d6 blanques rei · d5 blanques alfil · e2 negres torre | d8 negres rei · f7 blanques torre · d6 blanques rei · d5 blanques alfil · e2 negres torre | 7 |
| 6 | d8 negres rei · f7 blanques torre · d6 blanques rei · d5 blanques alfil · e2 negres torre | d8 negres rei · f7 blanques torre · d6 blanques rei · d5 blanques alfil · e2 negres torre | d8 negres rei · f7 blanques torre · d6 blanques rei · d5 blanques alfil · e2 negres torre | d8 negres rei · f7 blanques torre · d6 blanques rei · d5 blanques alfil · e2 negres torre | d8 negres rei · f7 blanques torre · d6 blanques rei · d5 blanques alfil · e2 negres torre | d8 negres rei · f7 blanques torre · d6 blanques rei · d5 blanques alfil · e2 negres torre | d8 negres rei · f7 blanques torre · d6 blanques rei · d5 blanques alfil · e2 negres torre | d8 negres rei · f7 blanques torre · d6 blanques rei · d5 blanques alfil · e2 negres torre | 6 |
| 5 | d8 negres rei · f7 blanques torre · d6 blanques rei · d5 blanques alfil · e2 negres torre | d8 negres rei · f7 blanques torre · d6 blanques rei · d5 blanques alfil · e2 negres torre | d8 negres rei · f7 blanques torre · d6 blanques rei · d5 blanques alfil · e2 negres torre | d8 negres rei · f7 blanques torre · d6 blanques rei · d5 blanques alfil · e2 negres torre | d8 negres rei · f7 blanques torre · d6 blanques rei · d5 blanques alfil · e2 negres torre | d8 negres rei · f7 blanques torre · d6 blanques rei · d5 blanques alfil · e2 negres torre | d8 negres rei · f7 blanques torre · d6 blanques rei · d5 blanques alfil · e2 negres torre | d8 negres rei · f7 blanques torre · d6 blanques rei · d5 blanques alfil · e2 negres torre | 5 |
| 4 | d8 negres rei · f7 blanques torre · d6 blanques rei · d5 blanques alfil · e2 negres torre | d8 negres rei · f7 blanques torre · d6 blanques rei · d5 blanques alfil · e2 negres torre | d8 negres rei · f7 blanques torre · d6 blanques rei · d5 blanques alfil · e2 negres torre | d8 negres rei · f7 blanques torre · d6 blanques rei · d5 blanques alfil · e2 negres torre | d8 negres rei · f7 blanques torre · d6 blanques rei · d5 blanques alfil · e2 negres torre | d8 negres rei · f7 blanques torre · d6 blanques rei · d5 blanques alfil · e2 negres torre | d8 negres rei · f7 blanques torre · d6 blanques rei · d5 blanques alfil · e2 negres torre | d8 negres rei · f7 blanques torre · d6 blanques rei · d5 blanques alfil · e2 negres torre | 4 |
| 3 | d8 negres rei · f7 blanques torre · d6 blanques rei · d5 blanques alfil · e2 negres torre | d8 negres rei · f7 blanques torre · d6 blanques rei · d5 blanques alfil · e2 negres torre | d8 negres rei · f7 blanques torre · d6 blanques rei · d5 blanques alfil · e2 negres torre | d8 negres rei · f7 blanques torre · d6 blanques rei · d5 blanques alfil · e2 negres torre | d8 negres rei · f7 blanques torre · d6 blanques rei · d5 blanques alfil · e2 negres torre | d8 negres rei · f7 blanques torre · d6 blanques rei · d5 blanques alfil · e2 negres torre | d8 negres rei · f7 blanques torre · d6 blanques rei · d5 blanques alfil · e2 negres torre | d8 negres rei · f7 blanques torre · d6 blanques rei · d5 blanques alfil · e2 negres torre | 3 |
| 2 | d8 negres rei · f7 blanques torre · d6 blanques rei · d5 blanques alfil · e2 negres torre | d8 negres rei · f7 blanques torre · d6 blanques rei · d5 blanques alfil · e2 negres torre | d8 negres rei · f7 blanques torre · d6 blanques rei · d5 blanques alfil · e2 negres torre | d8 negres rei · f7 blanques torre · d6 blanques rei · d5 blanques alfil · e2 negres torre | d8 negres rei · f7 blanques torre · d6 blanques rei · d5 blanques alfil · e2 negres torre | d8 negres rei · f7 blanques torre · d6 blanques rei · d5 blanques alfil · e2 negres torre | d8 negres rei · f7 blanques torre · d6 blanques rei · d5 blanques alfil · e2 negres torre | d8 negres rei · f7 blanques torre · d6 blanques rei · d5 blanques alfil · e2 negres torre | 2 |
| 1 | d8 negres rei · f7 blanques torre · d6 blanques rei · d5 blanques alfil · e2 negres torre | d8 negres rei · f7 blanques torre · d6 blanques rei · d5 blanques alfil · e2 negres torre | d8 negres rei · f7 blanques torre · d6 blanques rei · d5 blanques alfil · e2 negres torre | d8 negres rei · f7 blanques torre · d6 blanques rei · d5 blanques alfil · e2 negres torre | d8 negres rei · f7 blanques torre · d6 blanques rei · d5 blanques alfil · e2 negres torre | d8 negres rei · f7 blanques torre · d6 blanques rei · d5 blanques alfil · e2 negres torre | d8 negres rei · f7 blanques torre · d6 blanques rei · d5 blanques alfil · e2 negres torre | d8 negres rei · f7 blanques torre · d6 blanques rei · d5 blanques alfil · e2 negres torre | 1 |
|   | a                                                                                         | b                                                                                         | c                                                                                         | d                                                                                         | e                                                                                         | f                                                                                         | g                                                                                         | h                                                                                         |   |

Una altra posició famosa estudiada per Philidor i que duu el seu nom és el final de torre i alfil contra torre (al diagrama). Les blanques guanyen perquè el seu rei ha assolit la sisena fila i el rei negre és molt mal situat (oposat al rei blanc) (Howell 1997:148–50). Si sorgeix aquesta mena de posició, normalment és a causa d'una defensa inferior; en qualsevol cas, és complicada de guanyar (Nunn 2007:163).